# Void-Vacon
Void-Vacon település Franciaországban, Meuse megyében. Lakosainak száma 1606 fő (2022. január 1.). Void-Vacon Sorcy-Saint-Martin, Laneuville-au-Rupt, Ménil-la-Horgne, Naives-en-Blois, Ourches-sur-Meuse, Sauvoy, Troussey és Vaucouleurs községekkel határos.

## Népesség
A település népessége az elmúlt években az alábbi módon változott:
| Lakosok száma | 1061 | 1457 | 1622 | 1648 | 1646 | 1644 | 1639 | 1629 | 1621 | 1606 |
|               | 1968 | 1982 | 1990 | 2006 | 2013 | 2015 | 2017 | 2019 | 2020 | 2022 |